# Chvaleč
Chvaleč település Csehországban, Trutnovi járásban. Chvaleč Adršpach, Trutnov, Jívka és Radvanice településekkel határos. Lakosainak száma 628 fő (2024. január 1.).

## Népesség
A település lakosságának változását az alábbi diagram mutatja:
| Lakosok száma | 2019 | 1710 | 1644 | 742  | 695  | 583  | 673  | 674  | 632  | 628  |
|               | 1869 | 1890 | 1921 | 1950 | 1980 | 2001 | 2017 | 2019 | 2022 | 2024 |